# 131070 (szám)
A szócikk címe technikai okok miatt pontatlan. A helyes cím: 131 070.
A 131 070 a 131 069 és a 131 071 közötti természetes szám. Összetett szám. Osztóinak összege 334 368. Normálalakja {\displaystyle 1{,}3107\cdot 10^{5}}. Kettes számrendszerben 11111111111111110, nyolcas számrendszerben 377776, hexadecimális alakban 1fffe.

## Tulajdonságai
A szabályos 131 070-szög körzővel és vonalzóval szerkeszthető, mivel {\displaystyle 131\,070=2\cdot 3\cdot 5\cdot 17\cdot 257}, a szabályos három-, öt-, tizenhét- és kétszázötvenhétszög körzővel és vonalzóval szerkeszthetők, ezek szerkesztéséből szerkeszthető körzővel és vonalzóval 65 535-szög, majd szögfelezéssel 131 070-szög.